# Estación de Tolón
Tolón (en francés: Gare de Toulon) es una estación de tren francesa que sirve a la ciudad de Tolón, Var, sureste de Francia. Está situado en la línea Marseille-Ventimiglia.

## Servicios de tren
Los siguientes servicios actualmente hacen escala en la estación:
- Servicios de alta velocidad (TGV) París - Aviñón - Aix-en-Provence - Cannes - Antibes - Nice
- Servicios de alta velocidad (TGV) Bruselas - Lille - Aeropuerto Charles de Gaulle - Lyon - Aviñón - Aix-en-Provence - Marsella - Cannes - Nice
- Servicios de alta velocidad (TGV) Nancy - Strasbourg - Besançon - Dijon - Lyon - Aviñón - Marsella - Cannes - Nice
- Servicios de alta velocidad (TGV) Lyon - Marsella - Nice
- Servicios nocturnos París - Marsella - Nice
- Servicios locales Marsella - Aubagne - Saint-Cyr-sur-Mer - Tolón